# 刘天泉
刘天泉（1927年11月10日—2000年03月28日），男，江西萍乡人，中国采矿专家，煤炭科学研究总院高级工程师，中国工程院院士。
刘天泉创立了完整的矿山岩体采动响应理论体系。

## 生平
1958年，波兰克拉科夫矿冶学院毕业，获硕士学位。1994年，当选中国工程院院士。